# Kerry Head
Kerry Head är en udde i republiken Irland.   Den ligger i grevskapet Ciarraí och provinsen Munster, i den västra delen av landet, 270 km väster om huvudstaden Dublin.
Terrängen inåt land är huvudsakligen platt, men österut är den kuperad. Havet är nära Kerry Head västerut.  Närmaste större samhälle är Ardfert, 15,8 km sydost om Kerry Head. 